# Шкурко, Евгений Павлович
Евге́ний Па́влович Шкурко́ — советский хозяйственный, государственный и партийный деятель.

## Биография
Родился в 1915 году. Член КПСС.
С 1933 года — слесарь на паровозостроительном заводе «Красный профинтерн» в городе Бежице Брянской области.
Окончил Бежицкий машиностроительный техникум.
В 1941—1944 гг. — главный инженер Вичугского литейно-механического завода.
В 1946—1952 гг. — начальник цеха, главный инженер, директор завода № 856 в городе Орехово-Зуево.
В 1952—1954 гг. — первый секретарь Орехово-Зуевского горкома ВКП(б)/КПСС.
В 1954—1956 гг. — заведующий отделом машиностроения Московского областного комитета КПСС.
В 1956—1957 гг. — заместитель министра машиностроения СССР.
В 1957—1960 гг. — заместитель председателя Московского областного совнархоза.
В 1960—1965 гг. — первый заместитель председателя Совнархоза РСФСР.
В 1965—1968 гг. — первый заместитель министра машиностроения для легкой и пищевой промышленности и бытовых приборов СССР.
В 1968—1973 гг. — первый заместитель министра оборонной промышленности СССР.
Избирался депутатом Верховного Совета РСФСР 6-го созыва. Делегат XIX съезда КПСС.
Умер в Москве в 1973 году.